# Novisuccinea chittenangoensis
Novisuccinea chittenangoensis är en snäckart som först beskrevs av Henry Augustus Pilsbry 1908.  Novisuccinea chittenangoensis ingår i släktet Novisuccinea och familjen bärnstenssnäckor. Inga underarter finns listade i Catalogue of Life.

## Bildgalleri

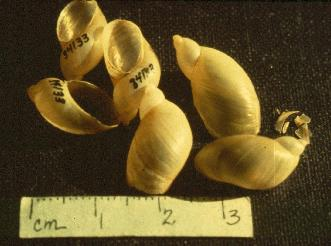
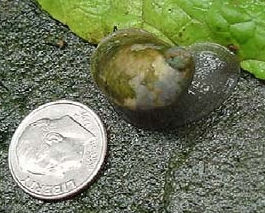
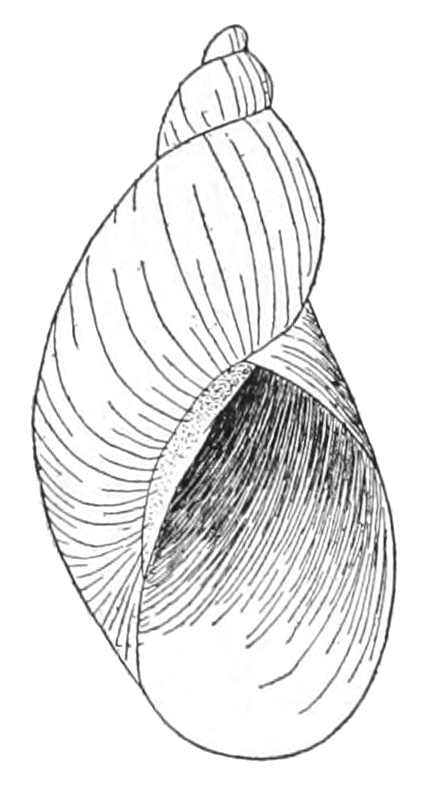
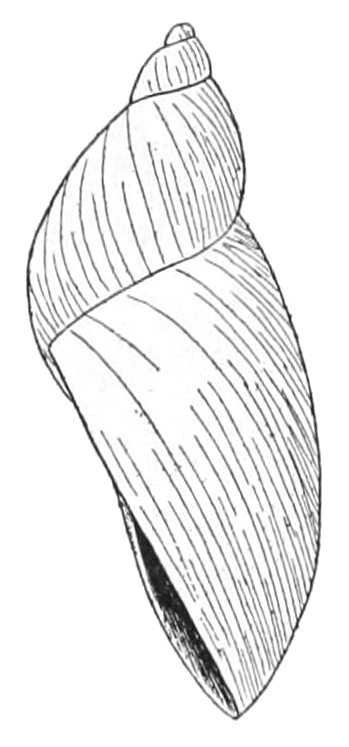
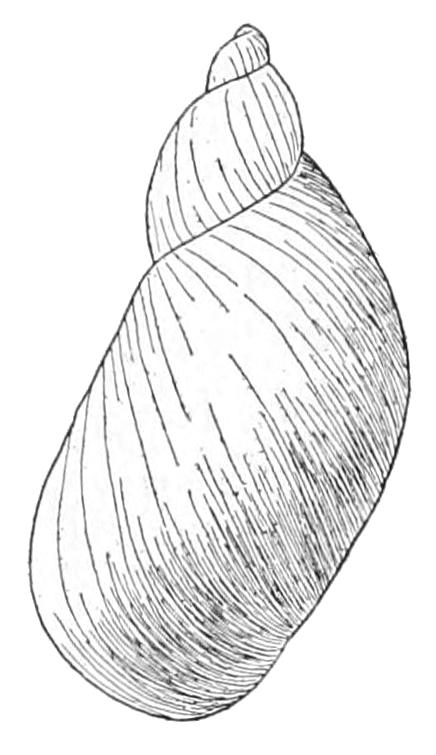
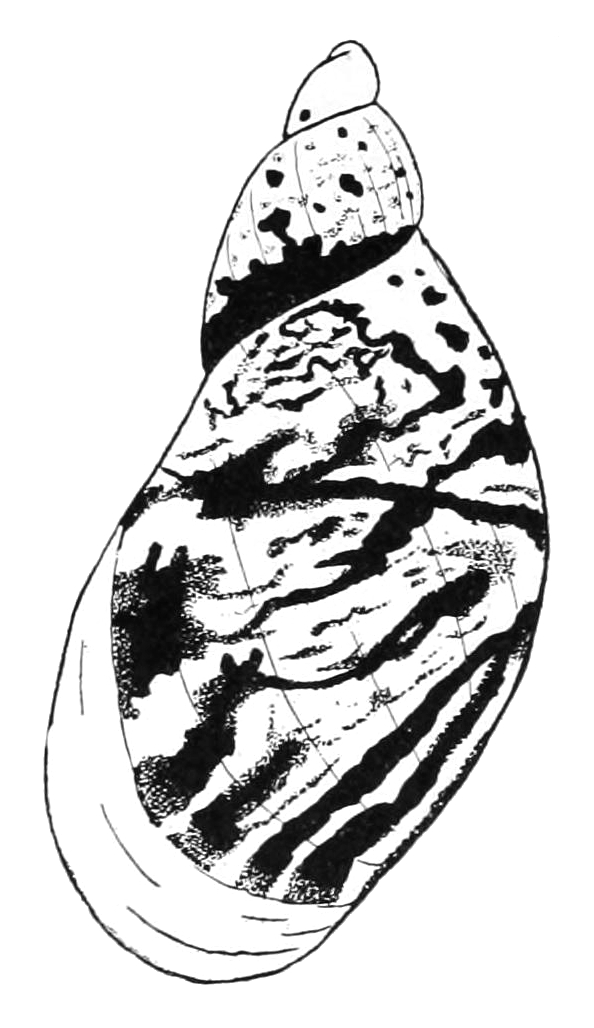